# Aley (distrito)
Aley é um distrito libanês localizado na província de Monte Líbano, à sudeste da capital do país, Beirute. A capital do distrito é a cidade de Aley.

## Cidades
- Abey
- Aghmide  Aïn-Dara
- Aïn-El-Jdeidé
- Aïn-Enoub
- Aïn-Rommané
- Aïn Drafile
- Aïn El-Halzoune
- Aïn Ksour
- Ain Saideh
- Aïn Sofar
- Aïn Traz
- Aïnab
- Aïtate
- Aley
- Aramoun
- Baïssour
- Baouarta
- Bchamoune
- Bdédoune
- Bedghane
- Bhouara
- Bisrine
- Bkhichtay
- Bleibel
- Bmakkine
- Bmehraï
- Bouzridé
- Bsous
- Btallaoun
- Btater
- Bteezanieh
- Chamlane
- Chanay
- Charoun
- Chartoun
- Chouaifat Amroussyat
- Chouaifat Oumara
- Chouaifat Qobbat
- Dakkoun
- Deir-Koubel
- Dfoun
- Douair El-Roummane
- EL-Azouniyeh
- El-Bennayé
- El-Fsaïkine
- El-Ghaboun
- El-Kahalé
- El-Kamatiyeh
- El-Mansouriyeh et Aïn-El-Marge
- El-Mechrefeh
- El-Mreijate
- El-Ramliyeh
- El-Rejmeh
- Habramoun
- Homs et Hama
- Houmale
- Kaïfoun
- Kfar-Aammay
- Kfar Matta
- litige
- Maasraïti
- Majdel Baana
- Mazraet El-Nahr
- Mchakhté
- Mejdlaya
- Rechmaya
- Remhala
- Roueissat El-Naaman
- Sarahmoul
- Selfaya
- Souk-El-Gharb